# Jim Bob Floyd
James Robert Floyd, auch J. B. Floyd (* 2. Juni 1929 in Tyler, Texas) ist ein US-amerikanischer Konzertpianist (Jazz, Klassik, Avantgarde), Komponist und Musikpädagoge.

## Leben
Floyd ist seit vielen Jahren Dozent und Direktor der Klavierabteilung an der Frost School of Music der University of Miami. Außerdem ist er Yamaha Artist. Sein Schaffen als Pianist zeichnet sich durch eine seltene Vielseitigkeit aus. Er beherrscht das gesamte klassische Repertoire, tritt aber auch als Jazzpianist, Improvisator und Interpret zeitgenössischer Musik bis hin zur Elektronik auf. Als Komponist ist Floyd einer der Wenigen, der mehrere Stücke für das Computer-gesteuerte Disklavier der Firma Yamaha schuf.

## Diskografie (Auswahl)
- A Transporting Transmittance (CD), Mutable Music (May 2003)

JB Floyd (Klavier), Thomas Buckner (Bariton), Lisa Hansen (Flöte), Robert Ashley (Komponist)
- David Rosenboom, JB Floyd & Trichy Sankaran: Suitable for Framing Mutable Music (1975)
- Salvatore Martirano: O, O, O, O, That Shakespeherian Rag

University of Illinois Chamber Choir & Madrigal Singers, Salvatore Martirano (Dirigent), Marilyn Nonken, J. B. Floyd, Vicki Ray (Klavier), Jacqueline Bobak, Donald Smith (Gesang), Ronald Dewar (Bassklarinette, Tenorsaxophon), Thomas Howell (Flöte), Howard Smith (Altklarinette), Arthur Maddox (Celesta), Dorothy Martirano (Violine), Lee Duckles (Violoncello), Thomas Frederickson (Bass), Morgan Powell (Posaune), Charles Brougham, Rick Kvistad (Percussion)
- Vol. 18, CDCM Computer Music Series, „The Composer in the Computer Age–III“

1. Paul Lansky – Stroll, für Kammergruppe und Computermusik auf Tonband
2. Cindy McTee – „M“ Music (1991–92), für Altsaxophon und Computermusik (Tonband)
3. Charles Dodge – In Celebration (1975), Computermusik (Tonband)
4. J.B. Floyd – Tribute (1991), Klavier und Computermusiksystem
5. Allen Strange – Sleeping Beauty (1988–92), für verstärkte Violine und computergenerierte Klänge – gespielt von Debra Richtmeyer (Altsaxophon)

JB Floyd (Klavier), Patricia Strange (Violine), Mitglieder des University of North Texas College of Music Faculty Chamber Players conducted by Thomas Clark: Mary Karen Clardy (Flöte), Robert Schietroma (Marimba), assistiert von dem Marimbaspieler Hsin-Yi Wu, Carter Enyeart (Violoncello), Adam Wodnicki (Klavier)
- Vol. 19, CDCM Computer Music Series, „The Composer in the Computer Age-IV: A Larry Austin Retrospective“, Centaur Records (1995)

1. AccidentsTwo: Sound Projections, für Klavier mit Computer-Musik
2. Canadian Coastlines: Canonic Fractals for Musicians and Computer Band
3. Quadrants: Event/Complex No. 4 (1972, rev. 1994) für Yamaha Disklavier
4. Event/Complex No. 9 (1974), für Perkussion, kombiniert mit Delay-System und elektronischer Musik auf Tonband
5. Accidents (1967), für elektronisches präpariertes Klavier und Buchla-100 Electronic Music System

Performed by David Tudor, Montague/Mead Piano Plus (Stephen Montague & Philip Mead), Robert McCormick, J.B. Floyd, and the CBC Radio Ensemble